# Canterò
Albums de Amaury Vassili
Vincero
(2009) Una parte di me
(2012)
Canterò est le 2e album studio du chanteur français Amaury Vassili, sorti le 22 novembre 2010 sous le label Warner et paru le 30 novembre sur Itunes.
Avec Canterò, le chanteur a décidé de chanter toutes ses chansons en italien, déclarant : « J'ai essayé d'appuyer la langue italienne sur ce deuxième album, parce que c'est ce qui avait plu dans le premier. » On y trouve cependant une chanson en français, Les Moulins de mon cœur : « C'est un peu une façon de rendre hommage à tout ce public français qui a fait que ce deuxième album existe aujourd'hui. Du coup, je me devais de faire une chanson en français pour les remercier. » ainsi qu'une chanson en corse, Sognu.
L'album s'est vendu à environ 150 000 exemplaires et est certifié disque de platine.

## Critiques
Christian Larrède, journaliste de Music-Story.com : Amaury Vassili a claironné dans l’impétuosité de sa jeunesse qu’il se souhaitait un destin à la Mireille Mathieu. Dans la mesure où l’on n’entend la dame que dans des circonstances aussi exceptionnelles qu’électorales, on souscrit.

## Charts
- Meilleure position : no 8 du Top Albums France, pendant deux semaines[3].
- 52 semaines au total classé dans le Top Albums France.
- Entré dans le Top Albums France du 22 novembre 2010, en 21e position.

## Liste des titres
| No  | Titre                   | Durée |
| --- | ----------------------- | ----- |
| 1.  | Sognu                   | 2:56  |
| 2.  | Canterò                 | 3:42  |
| 3.  | Maria                   | 3:35  |
| 4.  | Dietro l'amore          | 4:28  |
| 5.  | Caruso                  | 5:41  |
| 6.  | Io so che tu            | 3:46  |
| 7.  | Amapola                 | 3:43  |
| 8.  | Vorrei, vorrei          | 3:36  |
| 9.  | Il volo                 | 4:46  |
| 10. | Miserere                | 4:19  |
| 11. | D'amore morrirei        | 4:05  |
| 12. | Con te partiro          | 4:24  |
| 13. | Nella fantasia          | 4:28  |
| 14. | Les Moulins de mon cœur | 3:42  |
| 15. | Danza con me            | 3:14  |
| 16. | I Would Dream About Her | 2:57  |

### Titres présents sur l'édition collector sortie le 28 novembre 2011
1. My Heart Will Go On
2. Amada amante
3. Noël blanc
4. Dentro me